# Federica Carta
Federica Carta   (Roma, 10 de gener de 1999) és una cantautora italiana, participant al Festival de la cançó de Sanremo del 2019. Als nou anys va desenvolupar la passió per la música gràcies al seu pare Cristiano i va prendre classes de cant i piano.

## Biografia
Federica Carta va néixer a Roma el 10 de gener de 1999, en una família d'origen sard. Als nou anys va desenvolupar la passió per la música gràcies al seu pare Cristiano i va prendre classes de cant i piano.
Va aconseguir l'èxit després d'haver participat en alguns concursos, als disset anys va decidir participar en la selecció per entrar a l'escola Amici di Maria De Filippi, presentant tres de les seves cançons a la televisió per primera vegada. temps inèdit, Somnis i veritats, La gent em parla i Tot el que tinc; admesa al programa, presenta i publica a iTunes dues de les seves noves cançons, Throughout the years i M'hauria agradat dir-te, després certificades. or i platí.
Accedeix a l'Amici (setzena edició, fase vespre) del programa com a membre de l'equip blau, liderat per la cantant Elisa (1977), que escriu per a ella, juntament amb Federica Carta, un nou senzill titulat Dopotutto, que puja a la llista d'iTunes arribant a la segona posició i, posteriorment, està certificat or per haver venut més de 25.000 còpies. Durant el programa, després de la publicació del seu primer disc 'Federica', actua amb una de les seves cançons, 'Se ancora c'è', escrita pel seu director artístic. Després del programa, en el qual ocupa la segona posició en la categoria de cant i la tercera de la general, després de Andreas Müller (ballarí) i Riccardo Marcuzzo respectivament, comença la seva gira per instore per Itàlia amb el seu primer projecte titulat amb el seu propi nom: "Federica".

### Federica
Federica, l'àlbum debut de Federica Carta, conté nou temes inèdits escrits per ella mateixa i per compositors; l'àlbum va ser llançat el 19 de maig de 2017 per a Universal Music Italia i produït per Andrea Rigonat, el marit i productor d'Elisa; més tard serà certificat platí.
L'àlbum conté sis cançons presentades a Amici: Dopotutto, Ti avrei voluto dire, Attraversando gli anni, People talk to me, Se ancora c'è, e Forte e chiaro, e infine Sconfinata eternità, Mai così felice e Lo sbaglio migliore, cançons contingudes a l'àlbum i mai presentades a l'escola. Participa a la Wind Summer Festival  amb la cançó Ti avrei voluto dire i a la Nit de Cap d'Any del Vent en música. El 21 de juliol de 2017 també va publicar una nova edició de Forte e chiaro.
Va fer duet al senzill Unreachable del raper Shade, guardonat amb un disc d'or i tres discos de platí FIMI (Federació de la Indústria Musical Italiana).
Poc abans d'acabar l'estiu, anuncia els seus dos primers concerts en directe a les seves xarxes socials (xarxes socials), l'1 de desembre a l'Atlantico de Roma i el 2 de desembre a la Fabrique de Milà, gaudint d'èxits exhaurits.
Els intents de participació, emparellats amb La Rua, al Festival de Sanremo 2018, sent rebutjats; el senzill compost per ells, titulat Sull'orlo di una crisi d'amore, va sortir, però, el 23 de març del mateix any.
L'1 de febrer de 2018 s'estrena el senzill, del qual també és autora, Molto più di un film, que entra en segon lloc a la llista d'iTunes i que anticipa el disc Molto più di un film, estrenat el 13 d'abril i també va entrar al rànquing FIMI en quart lloc. El 13 d'abril va començar la seva segona gira a les botigues, començant des de la discoteca Lazio de Roma.
El 27 d'abril de 2018 es va publicar a YouTube el videoclip de la versió italiana Rain and Shine - I will be, there you will be, cantat juntament amb Olivia-Mai Barrett, protagonista de la sèrie de televisió Penny on M.A.R.S.

### Molto più di un film
El segon àlbum d'estudi, Much more than a film, conté onze temes, entre els quals destaquen els senzills Much more than a film i Sull'orlo di una crisi d'amore,, que anticipava el disc, i la versió sencera de Everything that I have.
La promoció del disc va continuar amb la publicació dels senzills Amarsi és una cosa normale i Tra noi è infinit, continuant també amb aquest disc la gira d'actuacions en directe als clubs d'Itàlia i l'inevitable signatura de còpies. El 5 de juny de 2018 va publicar el llibre Never so happy, per a delit dels seus nombrosos admiradors, en què la cantant parla d'ella mateixa entre emocions, amor i família i descobreix la seva ànima, revelant una immensa dolçor, amb la possibilitat de retrobar-la, per un autògraf, una xerrada i una foto. Més tard, amb La Rua i Shade, va actuar a l'escenari dels Wind Music Awards 2018 amb les cançons Sull'orlo di unacrisis d'amore i Irraggiungibile, respectivament, i va ser guardonada amb el disc de platí obtingut pel disc Federica.
A partir del gener de 2017 va començar a presentar "Top Music", la versió televisiva de la llista oficial de discos Top of the Music de la Federació Italiana de la Indústria Musical, emesa a Rai Gulp.

### Festival de Sanremo 2019, Crispetes i el nou disc
El mateix any va ser escollida per obrir quatre concerts de Laura Pausini, a Rímini, Verona, Eboli i Roma. El 14 de desembre es va publicar el seu nou single Mondovision a les plataformes tecnològiques; la cançó que forma part de la banda sonora de la nova pel·lícula de Paola Cortellesi, La Befana vien di notte.
El 25 de novembre de 2018 es va unir a Mario Acampa al comentari italià del Festival de la Cançó d'Eurovisió Junior 2018.
El 21 de desembre de 2018 es va anunciar la seva participació al Festival de Sanremo 2019 amb la cançó Without doing it on purpose, maridada amb Shade. Al vespre dels duets, Federica i Shade interpreten la cançó Sense fer-ho expressament amb Cristina D'Avena; cançó que, només dos dies després de la seva publicació, aconsegueix entrar a les 100 primeres posicions del rànquing FIMI, situant-se en la 29a posició i, poc temps després, en la cinquena posició. Aproximadament un mes després, segons dades de FIMI, el senzill de Sanremo es va convertir en or amb més de 25.000 còpies venudes. El 15 d'abril, el senzill de San Remo va ser certificat platí per més de 50.000 còpies venudes.
El 15 de febrer de 2019 es va estrenar el seu primer EP, Popcorn, que va debutar en tercer lloc de la llista Fimi (i que continua el camí iniciat amb el segon àlbum) que conté 7 temes, entre ells Mondovisione, banda sonora de la pel·lícula. "La befana vien di notte"; Dove sei, continguda a l'anterior disc i reproposada en aquest últim en una nova versió acústica; i Senza farlo apposta, una cançó que competia a Sanremo 2019.
Bullshit es publica el 6 de març de 2020, la primera peça del seu nou viatge musical dins d'un projecte per a Island Records (Universal).
El 27 d'abril va anunciar a través d'Instagram el senzill Easy llançat el 30 d'abril de 2020, una cançó promocional, mentre que el 22 de maig es va publicar el senzill Bella en col·laboració amb Chadia Rodríguez (disc d'or).
El 18 de setembre es va publicar el senzill Morositas, en col·laboració amb Random, seguit el 19 de febrer de 2021 per la cançó Monster. El 12 de maig de 2021, va anunciar a les xarxes socials el senzill It's up to me feat. Mydrama, estrenat el 21 de maig següent.
El 31 de març de 2022, va anunciar l'arribada de nova música amb una publicació a Instagram. Després d'experimentar amb els senzills anteriors, començarà el veritable camí que portarà a l'esperat nou disc, previst per al 2023 (Island Records). El 16 d'agost va anunciar la seva participació en el repartiment de Non dirlo a nessuno, un drama adolescent dirigit per Alessio Russo. La pel·lícula s'estrenaria el 7 de setembre al 79è Festival Internacional de Cinema de Venècia.
Col·labora amb el cantautor dile en el single Che mettevi sempre a la ràdio a partir del 2 de desembre.

## Discografia
- Federica (2017)
- Molto più di un film (2018)
- Popcorn (2019)

## Gires
- 2017 – Federica Tour
- 2018 – Molto più di un Film Tour
- 2019 – Popcorn Tour
- 2022 – Federica Carta Tour Estivo

## Programes de televisió
- Amici di Maria De Filippi 16 (Canale 5, 2016-2017) - competidora
- Top music (Rai Gulp, 2018-2019) - conductora
- Junior Eurovision Song Contest (Rai Gulp, 2018) - comentarista

## Participació en actes de cant
- Festival de Sanremo (Rai 1)
  - 2019 – 18è lloc amb Senza farlo apposta, combinat amb Shade